# Diagramme de Clapeyron
Pour les articles homonymes, voir Clapeyron.
 (novembre 2021).
Si vous disposez d'ouvrages ou d'articles de référence ou si vous connaissez des sites web de qualité traitant du thème abordé ici, merci de compléter l'article en donnant les références utiles à sa vérifiabilité et en les liant à la section « Notes et références ».

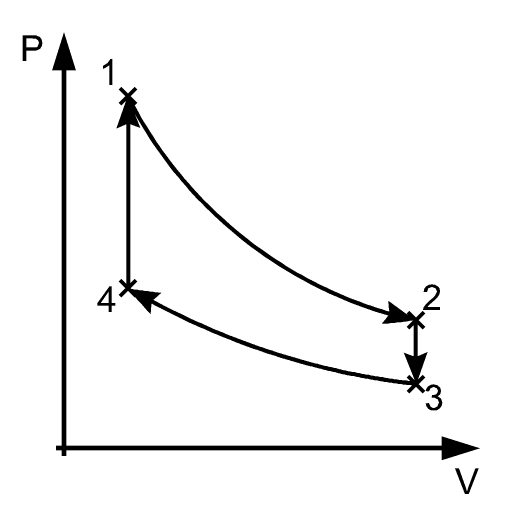
Exemple d'un diagramme de Clapeyron pour un moteur Stirling

Le diagramme de Clapeyron, ou diagramme PV, est une représentation où on indique la pression {\displaystyle P} d'un système thermodynamique en fonction de son volume massique {\displaystyle v} (en physique), ou de son volume molaire (en chimie) pour suivre l'évolution d'une transformation,. Il n'est possible de tracer un tel diagramme que lorsque la pression est définie dans le système, c’est-à-dire dans une transformation quasi statique.
Il est en général très proche du diagramme de Watt dans lequel on représente la pression d'un système thermodynamique en fonction de son volume. Pour certains systèmes cependant (systèmes ouverts en particulier), ils donnent des graphes différents.
L'étude de ces diagrammes permet une approche quantitative du comportement d'une machine thermique : si une série de transformations forme un cycle thermodynamique, le sens de parcours du cycle dans le diagramme de Clapeyron correspond au signe du travail massique reçu par le système :
- si le parcours est effectué dans le sens anti-trigonométrique (sens horaire), le travail reçu est négatif : le cycle est moteur ;
- si le parcours est trigonométrique (sens anti-horaire), le travail reçu est positif : le cycle est récepteur.

En particulier, l'aire du cycle correspond au travail (massique) reçu (au signe près) au cours d'un cycle.